# Satyrus pannonia
Satyrus pannonia är en fjärilsart som beskrevs av Hans Fruhstorfer 1917. Satyrus pannonia ingår i släktet Satyrus och familjen praktfjärilar. Inga underarter finns listade.